# 荒野生存 (电影)
《荒野生存》（英語：Into the Wild）是一部改編自真實故事的2007年美国電影，由奧斯卡金像獎得主西恩·潘編劇並執導，艾米爾·荷許、文斯·范恩、吉娜·瑪隆、馬西雅·蓋·哈登、威廉·赫特、凯瑟琳·基纳和克莉絲汀·史都華主演。劇本的靈感來源於1996年強·克拉庫爾（Jon Krakauer）的非小說類同名作品《阿拉斯加之死》（Into the Wild）。故事講述了一個理想主義和超验主义者克里斯多夫·麥肯迪尼斯的流浪傳奇，此故事为真实故事。在羅馬電影節上首映，2007年10月19日公映。獲得該年奧斯卡金像獎两项提名，並贏得金球獎最佳歌曲奖。

## 劇情
講述了克里斯多夫·麥肯迪尼斯的流浪傳奇。他一路搭便車進入蠻荒之地，載送他的好心人對他的生存希望也不表樂觀。在荒野中生活時，發現當地不知為何有輛荒廢的巴士，裡頭有些生活用品。經打掃整理後，他開始在其間居住。故事往前回溯，他本是亞特蘭大私立名校艾文理大學的優等生。畢業後，麥肯迪尼斯放棄了令人羨慕的工作和前景，獨自生活。使計讓家人在他消失半年後才發覺連繫不上人。警方查出他把自己所有的2萬4千美元存款捐給了慈善機構，燒掉了錢包裡所有的錢，遗弃他的车，種種跡象顯示他不想被找到，也不是被劫持。家人努力找他，但他已乘便車去阿拉斯加尋找自我。靠著一把點22來福槍、一部相機、簡單的野營裝備和若干書籍（包括一本野外生存指南），麥肯迪尼斯成功地在荒野中生存100天。這一路上，他碰到幾位改變他一生的人，这些人一路上也在他在遭受野外生存的挑戰時协助并开导过他。但他还是坚持自己的理想主义，并坚持去到阿拉斯加的野外进行远离俗世的野外生活体验。这个过程虽然明白了世道并计划回归社会，但由于此时正值河流涨期而无法渡河，自此被滞留在“神奇公车”，后因误食有毒植物身体虚弱而身亡，他在车前照相然后躺进睡袋去世 。

## 演員
- 艾米爾·荷許 - 克里斯多夫·麥肯迪尼斯，流浪时自称亚历山大·超级流浪汉（Alexander Supertramp）
- 馬西雅·蓋·哈登 - Billie McCandless
- 威廉·赫特 - Walt McCandless
- 吉娜·瑪隆 - Carine McCandless
- 凯瑟琳·基纳 - Jan Burres
- Brian H. Dierker - Rainey
- 賀爾·賀爾布魯克 - Ron Franz
- 克莉絲汀·史都華 - Tracy Tatro
- 文斯·沃恩 - Wayne Westerberg
- 查克·葛里芬納奇 - Kevin
- 托尔·林德哈特 - Mads
- Signe Egholm Olsen - Sonja
- 梅里特·韦弗 - Lori
- Jim Gallien - 他自己
- 伦纳德·奈特 - 他自己
- R·D·卡尔（英语：R. D. Call） - 铁路警察
- 谢丽尔·弗朗西斯·哈灵顿（英语：Cheryl Francis Harrington） - social worker

## 評價
本片收获了极大的好评，烂番茄新鲜度达82%，Metacritic得分73。影评人Roger Ebert给出满分的四颗星。
美國電影學會和国家评论协会都将其列為2007年十大佳片之一。2008年《帝国杂志》在评选500大佳片时，本片位列第473名。

## 後續效應
影片中男主角所待的廢棄巴士「費班克142號巴士」（Fairbanks Bus 142）隨著電影播出而爆紅，有些影迷特地遠赴阿拉斯加朝聖該輛巴士，但因巴士所在地相當偏遠，離最近的城鎮約50公里，並非完善規劃的旅遊景點，且需跨過湍急的提克蘭尼卡河（Teklanika River），歷年來已造成15起搜救事件，有2人被河水沖走。阿拉斯加當地政府有鑑於每次搜救需耗費龐大資源與社會成本，為防止遊客繼續前往，在和自然資源部協調後，2020年6月18日由陸軍國民警衛隊派出一架CH-47契努克（Chinook）直升機將該巴士吊離現場。同年7月30日，阿拉斯加州自然資源部宣佈將此輛巴士安置在費班克的阿拉斯加大學北方博物館（Museum of the North）保存展示。

## 獎項
第65届金球奖：
- 最佳电影歌曲奖："Guaranteed"
- 最佳配乐提名：Michael Brook, Kaki King, Eddie Vedder

第80届奥斯卡金像奖：
- 最佳男配角提名：Hal Holbrook
- 最佳剪接提名：Jay Cassidy